# Coppa del Nordafrica

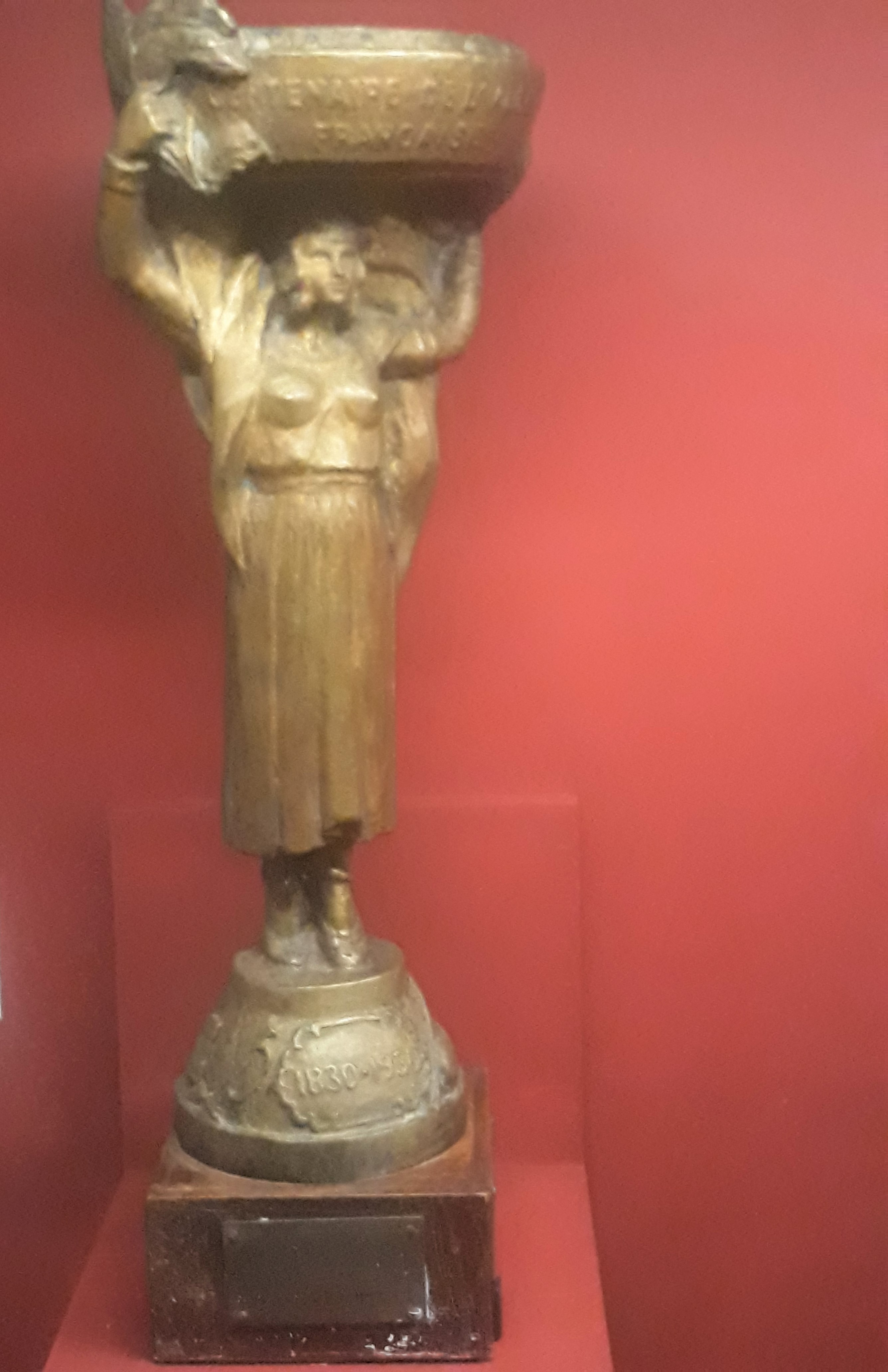
Il trofeo

La Coppa del Nordafrica (in arabo كأس شمال أفريقيا‎?; in francese Coupe d'Afrique du Nord), è stata una competizione calcistica disputata dal 1930 al 1956 da squadre di club di Marocco, Algeria e Tunisia, parte dell'impero coloniale francese. 
Al torneo partecipavano squadre provenienti da cinque campionati: il campionato marocchino, il campionato tunisino e i campionati regionali algerini di Algeri, Costantina e Orano. Nel 1956, con l'indipendenza del Marocco e della Tunisia, la competizione fu soppressa.

## Storia
La competizione nacque nel 1930 in occasione del centenario dell'invasione francese di Algeri, inglobando squadre di cinque campionati: il campionato marocchino, il campionato tunisino e i campionati regionali algerini di Algeri, Costantina e Orano.
La manifestazione conobbe un grandissimo successo di pubblico e fu organizzata sul modello della Coppa di Francia, per opera dell'Union des ligues nord-africaines de football, sotto l'egida della Fédération Française de Football Association. Nel corso di una stagione agonistica le singole federazioni nazionali si occupavano di svolgere le qualificazioni alla Coppa del Nordafrica tramite proprie coppe "dipartimentali" (Coppa del Marocco, Coppa della Tunisia, Coppa Forconi per Algeri, ecc.).
Dal 1930 al 1956 si tennero venti edizioni sulle ventisei previste, a causa di interruzioni dovute alle guerre. 

## Albo d'oro
| Anno               | Squadra in casa            | Risultato            | Squadra in trasferta       | Luogo                         | Affluenza            |
| ------------------ | -------------------------- | -------------------- | -------------------------- | ----------------------------- | -------------------- |
| 1930-1931 dettagli | CDJ Oran                   | 1 – 0                | Gallia Sports d'Alger      |                               |                      |
| 1931-1932 dettagli | RU Alger                   | 2 – 1                | USM Casablanca             |                               |                      |
| 1932-1933 dettagli | CDJ Oran                   | 2 – 1                | USM Casablanca             | Stadio Alenda, Orano          |                      |
| 1933-1934 dettagli | CDJ Oran                   | 2 – 0                | USM Casablanca             |                               |                      |
| 1934-1935 dettagli | CDJ Oran                   | 4 – 2                | USM Casablanca             |                               |                      |
| 1935-1936 dettagli | Italia de Tunis            | 1 – 0                | ISO Marocaine (Casablanca) |                               |                      |
| 1936-1937 dettagli | RU Alger                   | 2 – 0                | Gallia Sports d'Alger      |                               |                      |
| 1937-1938 dettagli | ISO Marocaine (Casablanca) | 1 – 0                | Gallia Sports d'Alger      |                               |                      |
| 1938-1939 dettagli | SA Marrakech               | 2 – 0                | Stade Marocain             |                               |                      |
| 1939-1940          | finale non disputata       | finale non disputata | finale non disputata       | finale non disputata          | finale non disputata |
| 1940-1941          | finale non disputata       | finale non disputata | finale non disputata       | finale non disputata          | finale non disputata |
| 1941-1942 dettagli | SA Marrakech               | 1 – 0                | CDJ Oran                   | Stadio Philip, Casablanca     |                      |
| 1942-1943          | finale non disputata       | finale non disputata | finale non disputata       | finale non disputata          | finale non disputata |
| 1943-1944          | finale non disputata       | finale non disputata | finale non disputata       | finale non disputata          | finale non disputata |
| 1944-1945          | finale non disputata       | finale non disputata | finale non disputata       | finale non disputata          | finale non disputata |
| 1945-1946          | finale non disputata       | finale non disputata | finale non disputata       | finale non disputata          | finale non disputata |
| 1946-1947 dettagli | USM Casablanca             | 2 – 1                | Olympique Hussein Dey      |                               |                      |
| 1947-1948 dettagli | US Athlétique Casablanca   | 6 – 0                | AS Saint-Eugène (Algiers)  |                               |                      |
| 1948-1949 dettagli | Wydad AC Casablanca        | 2 – 1                | US Athlétique Casablanca   |                               |                      |
| 1949-1950 dettagli | AS Saint-Eugène (Algiers)  | 4 – 3                | SC Bel-Abbès               | Stadio Vincent Monréal, Orano | 20 000               |
| 1950-1951 dettagli | SC Bel-Abbès               | 1 – 0                | Wydad AC Casablanca        | ..., Casablanca               |                      |
| 1951-1952 dettagli | FC Blidéen                 | 3 – 1                | Racing AC Casablanca       |                               |                      |
| 1952-1953 dettagli | USM Casablanca             | 2 – 0                | Wydad AC Casablanca        |                               |                      |
| 1953-1954 dettagli | USSC Témouchent            | 1 – 0                | USM Oran                   | Stadio Vincent Monréal, Orano | 20 000               |
| 1954-1955 dettagli | SC Bel-Abbès               | 5 – 2 (aet)          | Gallia Sports d'Alger      | Stadio Vincent Monréal, Orano | 20 000               |
| 1955-1956 dettagli | SC Bel-Abbès               | finale non disputata | USM Bel-Abbès              |                               |                      |

## Vittorie per squadra

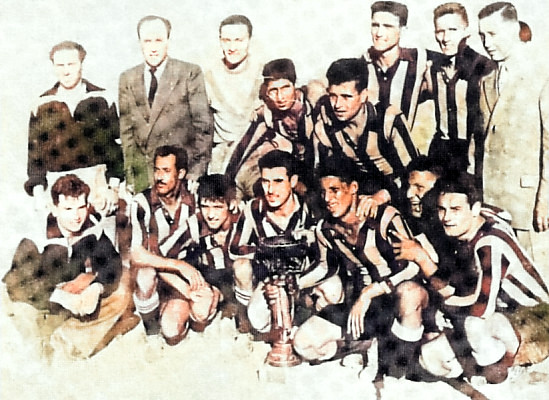
L'FC Blidéen di Algeri, vincitore dell'edizione 1951-1952 del torneo. In piedi, da sinistra: Samary Yvon, Bachelu Georges, Reynaud, Schmitt (allenatore), Camand, Gasque, Riera (capitano) e Mercadal (vicepresidente).
Accosciati, da sinistra: Arnaud Guy, Asni, Giner, Sic ard, Meftah, Rais e Ruiz.

| Pos. | Squadra                    | Vittorie                   | Secondi posti              |
| ---- | -------------------------- | -------------------------- | -------------------------- |
| 1    | CDJ Oran                   | 4 (1931, 1933, 1934, 1935) | 1 (1942)                   |
| 2    | USM Casablanca             | 2 (1947, 1953)             | 4 (1932, 1933, 1934, 1935) |
| 3    | SC Bel Abbès               | 2 (1951, 1955)             | 2 (1950, 1956*)            |
| 4    | RU Alger                   | 2 (1932, 1937)             | 0                          |
| 4    | SA Marrakech               | 2 (1939, 1942)             | 0                          |
| 6    | Wydad AC Casablanca        | 1 (1949)                   | 2 (1951, 1953)             |
| 7    | ISO Marocaine (Casablanca) | 1 (1938)                   | 1 (1936)                   |
| 7    | US Athlétique Casablanca   | 1 (1948)                   | 1 (1949)                   |
| 7    | AS Saint-Eugène (Algiers)  | 1 (1950)                   | 1 (1948)                   |
| 10   | Italia de Tunis            | 1 (1936)                   | 0                          |
| 10   | FC Blidéen                 | 1 (1952)                   | 0                          |
| 10   | USSC Témouchent            | 1 (1954)                   | 0                          |
| 14   | Gallia Sports d'Alger      | 0                          | 4 (1931, 1937, 1938, 1955) |
| 15   | Stade Marocain             | 0                          | 1 (1939)                   |
| 15   | Olympique Hussein Dey      | 0                          | 1 (1947)                   |
| 15   | Racing AC Casablanca       | 0                          | 1 (1952)                   |
| 15   | USM Oran                   | 0                          | 1 (1954)                   |
| 15   | USM Bel-Abbès              | 0                          | 1 (1956*)                  |

* Partita non disputata

## Vittorie per appartenenza ai campionati
| Pos. | Campionato                        | Vittorie | Secondi posti |
| ---- | --------------------------------- | -------- | ------------- |
| 1    | Campionato marocchino             | 7        | 10            |
| 2    | Campionato algerino di Orano      | 7        | 3             |
| 3    | Campionato algerino di Algeri     | 4        | 6             |
| 4    | Campionato tunisino               | 1        | 0             |
| 5    | Campionato algerino di Costantina | 0        | 0             |

Nell'edizione 1955-1956 raggiunsero la finale due squadre del campionato algerino di Orano, ma la partita non fu disputata. Per questa ragione al campionato di Orano è assegnato il primo posto, con 8 vittorie e 4 secondi posti.